# Річард Томпсон
Річард Томпсон (Richard Thompson; 3 квітня 1949, Лондон, Велика Британія) — британський музикант. 
Починаючи з 1967 року Річард Томпсон почав виступати з британськими фолкрок-формаціями, наприклад, Fairport Convention (до 1971 року), The Happy Blunderers (1971), The Bunch (1971) та Albion Country Band (1972). Також Річард взяв участь у запису альбому-компіляції «Rock On», який презентував улюбленців британських рок-фанів. Твір «When Will I Be Loved?» виконали на цій платівці у дуеті вокалістка Fairport Convention Сенді Денні та Лінда Пітерс. 
З 1972 року разом з дружиною Ліндою Томпсон (Linda Thompson, до шлюбу Пітерс (Peters) виступав в дуеті. Лінда також допомогла Томпсону у запису його дебютного сольного лонгплея «Henry The Human Fly», а наслідком співпраці став спільний альбом «І Want To See The Bright Lights Tonight», що з'явився 1974 року. Платівка пропонувала майже найпопулярніші композиції Річарда, серед яких, наприклад, була заглавна «Cavalry Cross» та песимістичний твір «End Of The Rainbow».
1975 року Річард та Лінда разом з гітаристом Fairport Convention Саймоном Ніколом почали виступати як тріо Hokey Pokey, перейменоване з часом на Sour Grapes. Спочатку їх тексти поєднували гумор з соціологічними спостереженнями. Лонгплей «Pour Down Like Silver», який з'явився як і «Hokey Pokey» 1975 року, відображав захоплення Томпсонами перським містичним суфізмом (взагалі, ще 1974 року Річард прийняв іслам), який зрідка відтіняли ефектні композиції.
Наступні три роки виявились періодом споглядання з перервою на виступи 1977 року разом з музикантами з гурту Mighty Baby. Переломним у кар'єрі дуету став записаний 1978 року для фірми «Chrysalis» альбом «First Light», який частина критиків визнала найцікавішою роботою подружжя. Проте черговий лонгплей «Sunnyvista» дуже розчарував, хоча з нього й походили непоганий сатиричний заголовний твір та гнівний «You're Going То Need Somebody».
Розпрощавщись з «Chrysalis», Томпсони записали для фірми «Hannibal» лонгплей «Shoot Out The Lights», який згідно з часописом «Rolling Stone» виявився найцікавішим альбомом 1982 року. Американське концертне турне відкрило новий етап v кар'єрі дуету, однак у червні 1982 року Томпсони розійшлись, виступивши востаннє на «Sheffield's south Yorkshire Festival». Річард повернувся до сольної діяльності, а Лінда обмежилась записом 1985 року альбому «One Clear Moment».

## Дискографія
Станом на 1998 рік.
- 1972: Henry The Human Fly
- 1975: Richard Thompson (Guitar, Vocal)
- 1982: Strict Tempo
- 1983: Hand Of Kindness
- 1984: Small Town Romance
- 1985: Across A Crowded Room
- 1986: Daring Adventures
- 1987: Live, Love, Larf (разом з Фредом Фрітом, Хенрі Кейзером та Джоном Френчем)
- 1987: The Marksman
- 1988: Amnesia
- 1990: Invisible Means (разом з Фредом Фрітом, Хенрі Кейзером та Джоном Френчем)
- 1991: Rumour & Sigh
- 1992: Sweet Talker
- 1993: Watching The Dark — A History Of Richard Thompson
- 1994: World Is A Wonderful Place
- 1994: Mirror Blue
- 1994: Doo & Gloom
- 1995: Live At Crawley 1993
- 1996: You? Me? Us?
- 1997: Industry (як Richard & Danny Thompson)
- 1998: Coltschmerz

### Дует з Ліндою Томпсон
- 1974: І Want To See The Bright Lights Tonight
- 1975: Hokey Pokey
- 1975: Pour Down Like Silver
- 1978: First Light
- 1979: Sunnyvista
- 1982: Shoot Out The Lights

### Лінда Томпсон
- 1985: One Clear Moment